# Hamrák Pál
Hamrák Pál (Kluknó, 1780. szeptember 14. – Kluknó, 1831. december 23.) premontrei rendi áldozópap, főgimnáziumi tanár, költő.

## Élete
Kluknói, szepes megyei származású; 1806-ban esküdt a leleszi konventben. 1809-12-ben Rozsnyón, 1813-15-ben Kassán volt gimnáziumi tanár, 1816-ban gimnáziumi igazgatóként működött Rozsnyón. 1818-ban Jászómindszenten plébános, 1831-ben esküdt volt Leleszen. Elhunyt 1831-ben, 52 éves korában.

## Műve
- Encomiasticon, quod ill. ac rev. dno Andrae Zasio praelato, dum sacerdocii sui jubilaeum ageret, in contestationem veri amoris cecinit. Cassoviae, 1815